# 秋庭遼也
秋庭 遼也（あきば りょうや、1998年9月7日 - ）は、日本のプロレスラー。

## 経歴
- 2013年5月12日、ガッツワールドプロレスリングシアター1010大会の対ダイスケ戦でデビュー[1]。
- 2018年4月15日、ガッツワールドが解散[2][3]。

## 得意技
ドロップキック